# Pont de glace (construction)
Pour l’article homonyme, voir Pont de glace.

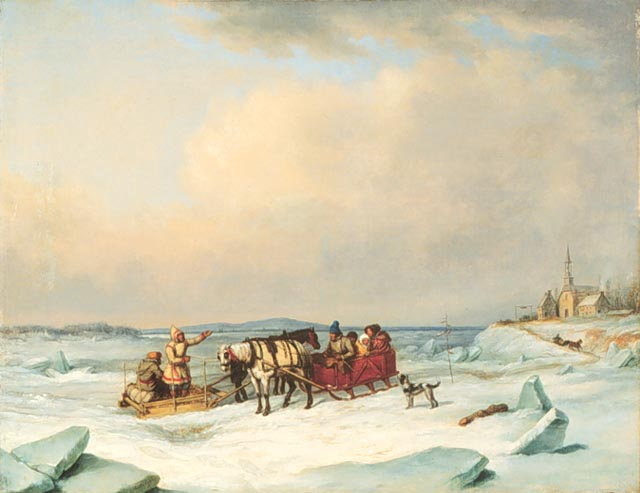
Vue d'artiste d'un pont de glace fabriqué par l'homme.

Un pont de glace est un pont fabriqué par l'homme à partir d'eau gelée. Il sert principalement à traverser un cours d'eau l'hiver. Il permet, notamment, l'accès à des communautés ne possédant pas de route ou de pont permanents.

## Ponts de glace dans le monde
Les ponts de glace se forment de façon naturelle lorsque le temps froid le permet. Les conditions de formation des ponts de glace varient d'un cours d'eau à l'autre. Ils se retrouvent généralement dans l'hémisphère nord de la planète là où les températures descendent sous 0 degré Celsius. L'appellation pont de glace réfère généralement à une traverse hivernale qui se forme naturellement ou artificiellement entre les deux rives d'un cours d'eau (lac, rivière, fleuve). Il est cependant plus rare d'observer des ponts de glace sur les fleuves. Cependant, plusieurs ponts de glace se sont formés sur le fleuve Saint-Laurent dans le passé. Des ponts de glace se forment encore entre l'île Verte et la municipalité de L'Isle-Verte.

### Canada

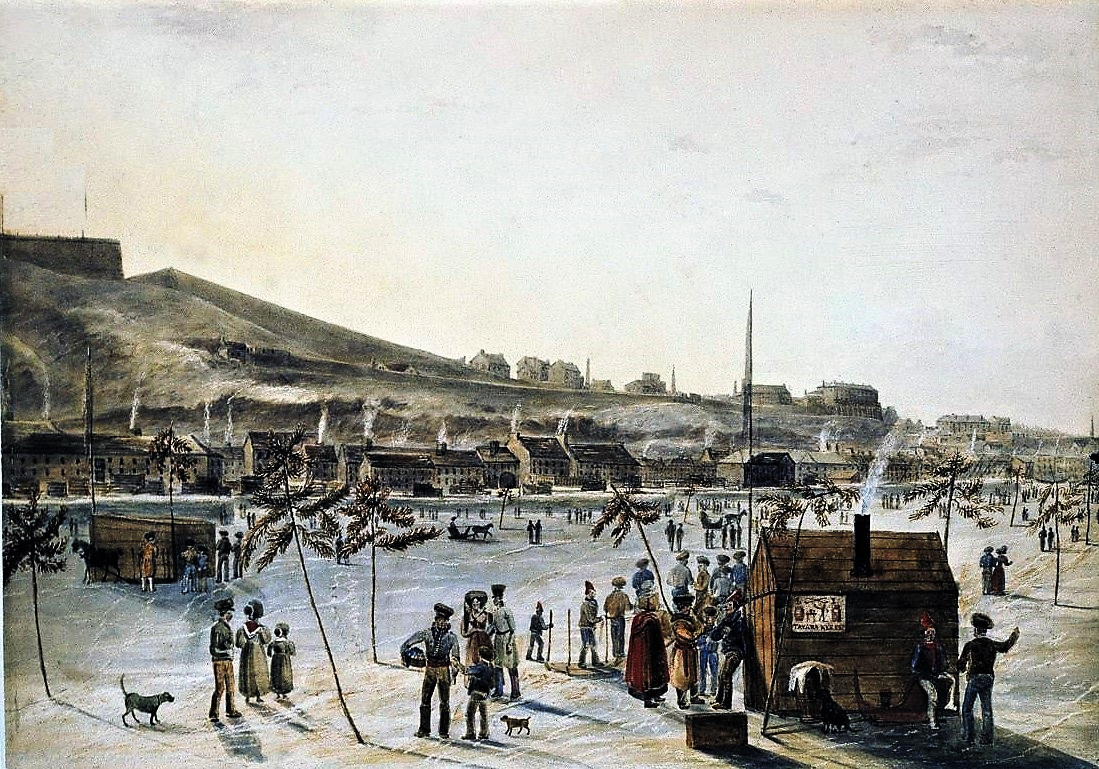
Québec vu depuis le pont de glace vers 1830.
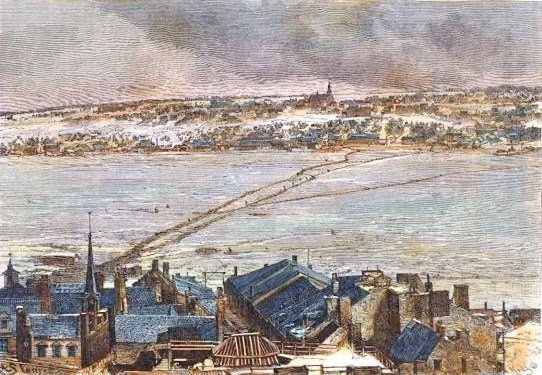
Levis et le pont de glace.
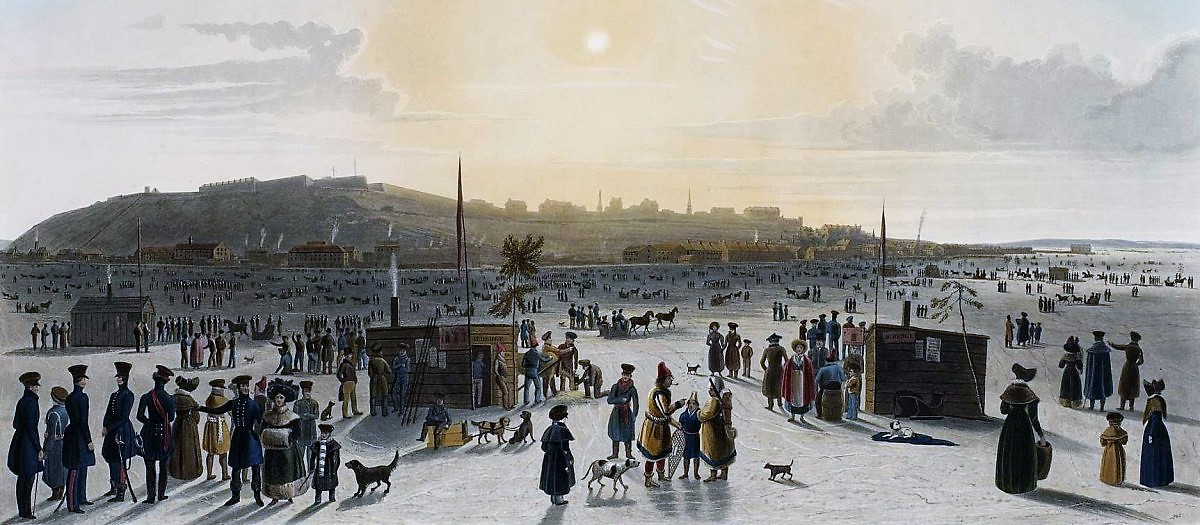
Pont de glace entre Québec et Lévis 1833.
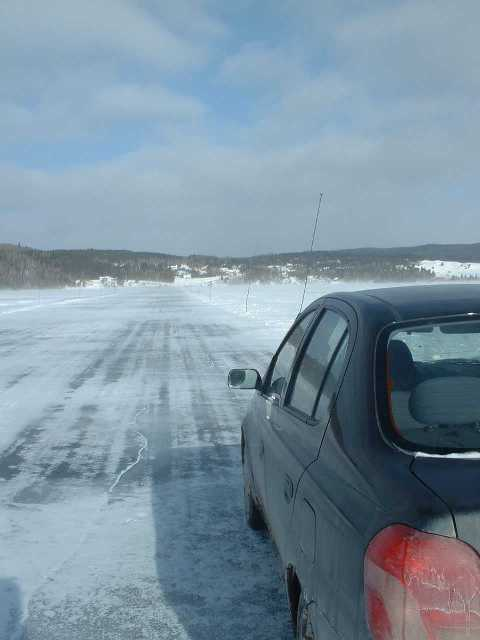
Pont de glace en hiver sur le lac Témiscouata au Québec, entre Notre-Dame-du-Lac et Saint-Juste-du-Lac.
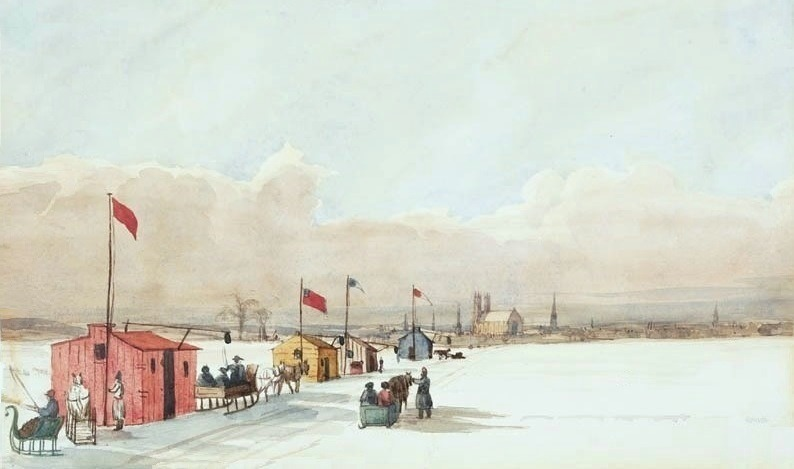
Maisons transitoires sur la route entre Montréal et La Prairie.

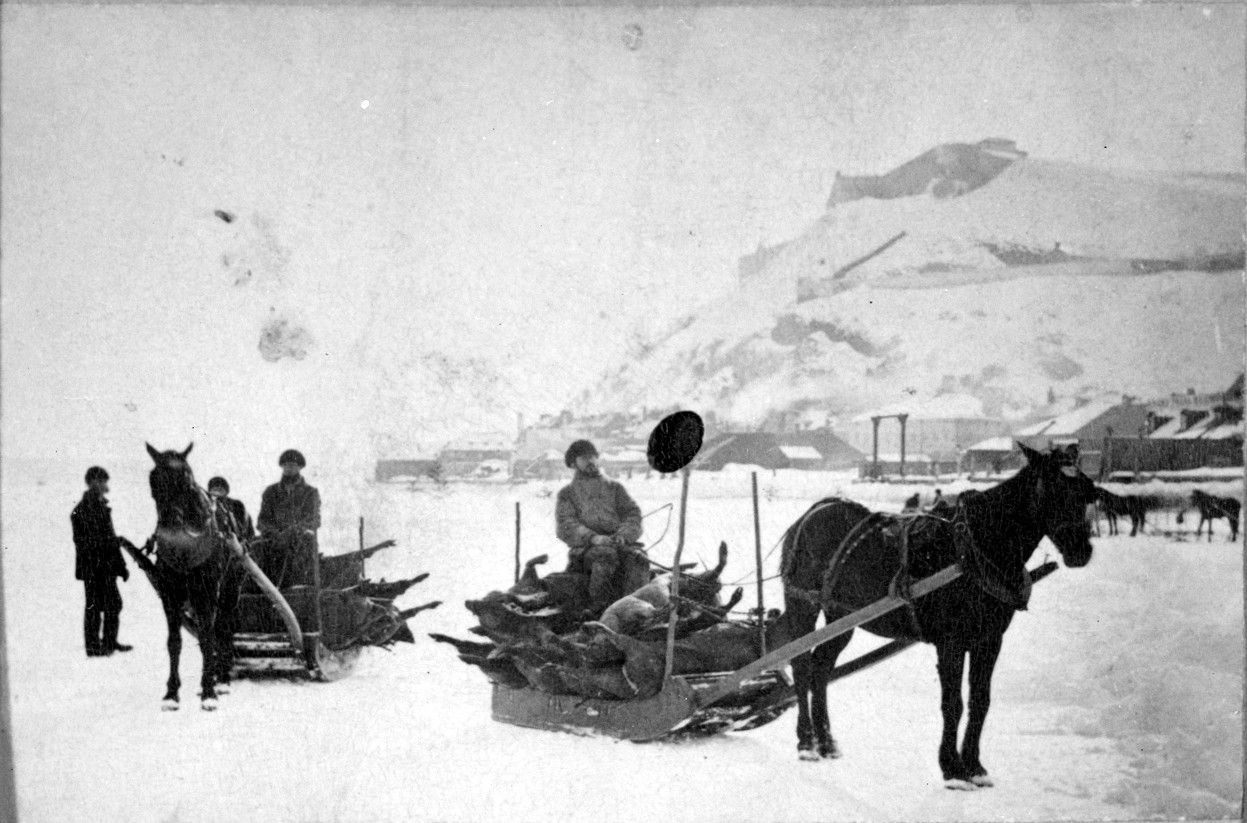
Pont de glace sur le fleuve Saint-Laurent, vers 1900.

Au Canada les ponts de glace se forment sur les lacs, les rivières et sur le fleuve Saint-Laurent en de rares endroits (île Verte, île Saint-Barnabé, île d'Orléans). Au Québec, les ponts de glace sur les Lac Témiscouata et Oka-Hudson (selon la température); remplacé par la Traverse Oka-Hudson durant l'été, se forment encore dans les années 2000, mais ils sont sous haute surveillance.

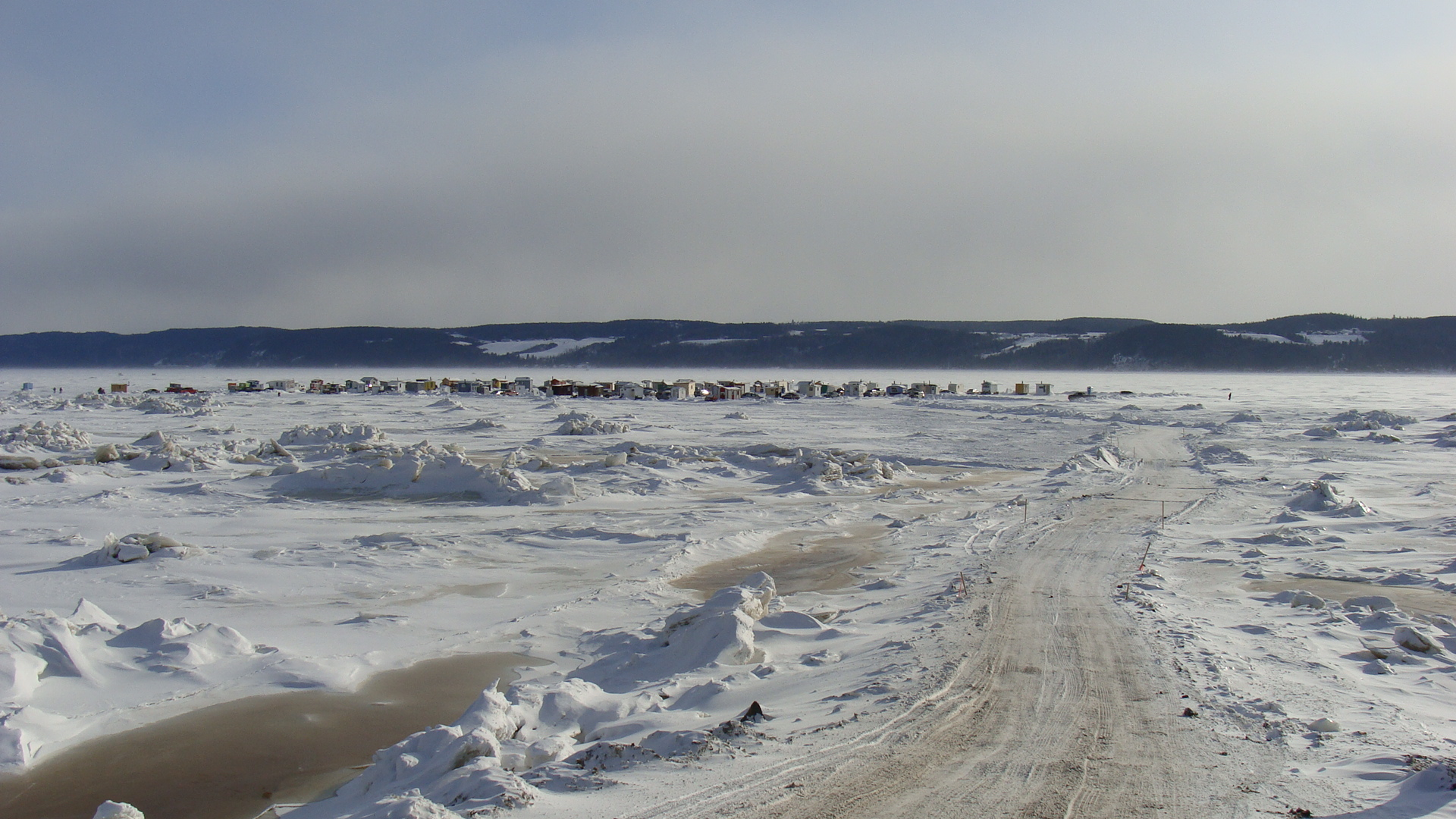
Route de glace menant au village sur glace de Saint-Fulgence, au Québec.

Au Canada, un pont de glace doit remplir certains critères du ministère Pêches et Océans Canada.
Les ponts de glace ont été utilisés longtemps pour permettre un accès hivernal à des communautés isolées par des cours d'eau. Ainsi, des ponts de glace ont été construits notamment à Québec et Chicoutimi, afin de permettre l'accès à Chicoutimi-Nord. Des ponts de glace ont été jetés sur le fleuve Saint-Laurent pendant tout le XIXe siècle à la hauteur de Montréal et de Québec.
Durant les années 1970, la tradition et les techniques des ponts de glace ont été utilisées dans le cadre du développement de la première phase du complexe La Grande à la baie James.
Avec le réchauffement climatique, les ponts de glace se font de plus en plus rares au Québec. Pour la première fois en près de 30 ans d'existence, celui reliant Pointe-Fortune à Saint-André-d'Argenteuil, dans la région de la Montérégie, n'a pas ouvert deux années de suite (2023 et 2024). 
Son propriétaire, Gilbert Cardin, a estimé que l'épaisseur de la glace sur cette partie de la rivière des Outaouais n'était pas assez épaisse (14 po, 36 cm minimum). D'autres propriétaires de ponts de glace à l'Ouest de Montréal vivent la même situation et s'inquiètent pour leur activité commerciale.